# Елга Віейра
Елга Віейра (нар. 8 липня 1980) — колишня ангольська тенісистка.
Найвищу одиночну позицію світового рейтингу — 373 місце досягла 16 липня 2001, парну — 394 місце — 25 червня 2001 року.
Здобула 2 одиночні титули туру ITF.
Завершила кар'єру 2009 року.

## Фінали ITF (2–2)

### Одиночний розряд (2–1)
| Легенда          |
| ---------------- |
| Турніри $100,000 |
| Турніри $75,000  |
| Турніри $50,000  |
| Турніри $25,000  |
| Турніри $10,000  |

| Фінали за покриттям |
| ------------------- |
| Тверде (1–0)        |
| Ґрунт (1–1)         |
| Трава (0–0)         |
| Килим (0–0)         |

| Результат | Дата            | Турнір                  | Покриття | Суперниця                   | Рахунок       |
| --------- | --------------- | ----------------------- | -------- | --------------------------- | ------------- |
| Поразка   | 14 вересня 1998 | Ла-Пас, Болівія         | Ґрунт    | Лаура Берналь               | 4–6, 2–6      |
| Перемога  | 31 липня 2000   | Гуаякіль, Еквадор       | Ґрунт    | Габріела Волекова           | 6–1, 7–6(7–5) |
| Перемога  | 16 квітня 2001  | Белу-Оризонті, Бразилія | Тверде   | Ана Лусія Мільяріні де Леон | 6–4, 5–7, 6–3 |

### Парний розряд (0–1)
| Легенда          |
| ---------------- |
| Турніри $100,000 |
| Турніри $75,000  |
| Турніри $50,000  |
| Турніри $25,000  |
| Турніри $10,000  |

| Фінали за покриттям |
| ------------------- |
| Тверде (0–0)        |
| Ґрунт (0–1)         |
| Трава (0–0)         |
| Килим (0–0)         |

| Результат | Дата           | Турнір          | Покриття | Партнерка        | Суперниці                   | Рахунок  |
| --------- | -------------- | --------------- | -------- | ---------------- | --------------------------- | -------- |
| Поразка   | 23 серпня 1999 | Ла-Пас, Болівія | Ґрунт    | Ана Паула Нуваес | Меліса Аревало Маріана Меса | 1–6, 4–6 |

## Участь у Кубку Федерації

### Одиночний розряд (1–1)
| Розіграш                    | Раунд | Дата            | Супротивник | Покриття | Суперниця         | W/L | Результат |
| --------------------------- | ----- | --------------- | ----------- | -------- | ----------------- | --- | --------- |
| ↓ Representing Португалія ↓ |       |                 |             |          |                   |     |           |
| 2000 Europe/Africa Group II | RR    | 28 березня 2000 | Лесото      | Ґрунт    | Mamotebang Molise | W   | 6–1, 6–0  |
| 2000 Europe/Africa Group II | RR    | 31 березня 2000 | Алжир       | Ґрунт    | Sihem Ben Youcef  | L   | 4–6, 3–6  |

### Парний розряд (1–0)
| Розіграш                    | Раунд | Дата            | Партнерка       | Супротивник | Покриття | Суперниці                                         | W/L | Результат |
| --------------------------- | ----- | --------------- | --------------- | ----------- | -------- | ------------------------------------------------- | --- | --------- |
| ↓ Representing Португалія ↓ |       |                 |                 |             |          |                                                   |     |           |
| 2000 Europe/Africa Group II | RR    | 29 березня 2000 | Крістіна Коррея | Мадагаскар  | Ґрунт    | Valisoa Rafolomanantsiatosika Solange Rasoarivelo | W   | 6–1, 6–2  |

## Фінали ITF серед юніорів
| Великий Шлем |
| Категорія GA |
| Категорія G1 |
| Категорія G2 |
| Категорія G3 |
| Категорія G4 |
| Категорія G5 |

### Фінали в одиночному розряді (0–1)
| Результат | Ранг | Дата            | Турнір                      | Покриття | Суперниця             | Рахунок  |
| --------- | ---- | --------------- | --------------------------- | -------- | --------------------- | -------- |
| Поразка   | 1.   | 20 вересня 1997 | Порт-Вашингтон (Огайо), США | Тверде   | Kavitha Krishnamurthy | 3–6, 2–6 |

### Фінали в парному розряді (2–2)
| Результат | Ранг | Дата           | Турнір             | Покриття | Партнерка        | Суперниці у фіналі            | Рахунок у фіналі |
| Поразка   | 1.   | 17 лютого 1997 | Yamunanagar, Індія | Тверде   | Marianne Steurer | Mabel Abraham Uzma Khan       | 5–7, 1–6         |
| Перемога  | 2.   | 19 квітня 1997 | Бат-Ям, Ізраїль    | Тверде   | Надія Петрова    | Louise Lilleso Rikke Faurfelt | 7–6, 5–7, 6–2    |
| Перемога  | 3.   | 3 серпня 1997  | Порту, Португалія  | Ґрунт    | Крістіна Коррея  | Мгері Бравн Claire Seal       | 7–6, 7–6         |
| Поразка   | 4.   | 9 липня 1998   | Давос, Швейцарія   | Ґрунт    | Uzma Khan        | Ева Дірберг Rikke Faurfelt    | 5–7, 6–3, 2–6    |